# Memo Geremia
Guglielmo Geremia, detto Memo (Padova, 18 maggio 1931 – 7 gennaio 1995), è stato un rugbista a 15, allenatore di rugby a 15 e dirigente sportivo italiano. Giocatore, allenatore e poi presidente del Petrarca Rugby, è considerato l’uomo di riferimento della storia del club.. Fu anche Commissario Tecnico della Nazionale italiana per un incontro.

## Biografia

### Giocatore
Memo Geremia ha caratterizzato la storia del Petrarca Rugby fin dalla nascita della società: già nel 1947 fu in campo nella formazione che disputò il primo incontro nella storia del club. In seguito la società prese il nome Petrarca in occasione dell'amichevole pareggiata 6-6 al Tre Pini di Padova con il quotato Rovigo, che sarebbe diventata la tradizionale rivale di sempre, e Geremia prese parte anche a questo incontro. Fu in campo con il Petrarca nel ruolo di pilone fino al 1968.
Tra le tappe principali della carriera di giocatore vi furono la promozione in serie A nel 1948, il terzo posto nei campionati 1954-55, 1955-56 e 1965-66, e la mancata finale in quello del 1956-57, quando il Petrarca fu secondo per la differenza tra punti fatti e subiti nel girone di semifinale dietro al Parma, che vinse poi lo scudetto. Nel 1956 giocò la sua unica partita in Nazionale, contro la Cecoslovacchia.

### Allenatore
Nel 1968, appena ritirato dall'attività agonistica, Geremia divenne il tecnico del Petrarca e in quel suo primo campionato da allenatore la squadra giunse seconda dietro all'Aquila. Nella stagione successiva, nel campionato 1969-70, portò il club padovano alla vittoria del suo primo scudetto assoluto, il primo di quattro titoli consecutivi conquistati con Geremia in panchina. Ebbe anche una breve esperienza in Nazionale come allenatore, per pochi mesi nel corso del 1971, guidando la squadra per un incontro ufficiale. Tra le sue qualità di allenatore vi furono quelle di portare innovazioni nel rispetto della tradizione, di stabilire un rapporto umano con i suoi giocatori, di organizzare la squadra basandosi su principi semplici e rigorosi creando uno spirito di gruppo, caratteristiche che mantenne anche quando fu chiamato alla guida della società.

### Presidente
Nel 1973 lasciò la panchina del Petrarca dopo il quarto scudetto per diventarne il presidente; chiamò Marcello Fronda alla conduzione tecnica della squadra per il campionato 1973-74 e i padovani conquistarono il quinto titolo consecutivo. Fu tra gli artefici del rafforzamento del club che, sotto la sua dirigenza, vinse altri campionati con Guy Pardiès (nel 1976-77) e Lucio Boccaletto (1983-84) alla guida tecnica. Fu sua la scelta di ingaggiare dall'Australia David Campese e di affidare la squadra al giovane tecnico emergente Vittorio Munari, tre volte di seguito vittorioso in campionato dal 1984 al 1987, consentendo al club di arrivare nel 1987 a quota 11 scudetti su 18 campionati disputati e di diventare il secondo in Italia a cucirsi sulle maglie la Stella del 10º scudetto .

### Centro Geremia
All'attivo di Geremia quello di avere promosso l'idea di costruire un moderno impianto con diversi campi d'allenamento per il Petrarca. Il progetto nacque dopo la visita nel 1980 di Geremia e del socio fondatore Pino Bonaiti in Sudafrica, dove rimasero affascinati dagli impianti di rugby delle società locali. Geremia cercò il terreno dove edificarlo e nel 1982 partirono i lavori. Fu fondamentale il suo impegno anche nella raccolta dei fondi necessari, che, visti gli scarsi contributi pubblici, furono reperiti tra gli appassionati del rugby padovano. Nell'88 il primo campo realizzato ospitò i primi allenamenti della squadra maggiore. Poco dopo avere inaugurato il centro, il 7 gennaio 1995 Geremia morì a causa di un tumore all'età di 63 anni.

## Riconoscimenti
- Il comune di Padova ha dedicato a Geremia la via che permette l'accesso allo stadio Plebiscito,[6][7] principale impianto cittadino per il rugby.
- Con lo scopo di diffondere e valorizzare i principi ideali, etici e culturali legati allo sport, nel 2014 la famiglia ha accolto di buon grado l’idea di dedicare alla sua memoria il Premio Letterario sportivo creato da Confcommercio Ascom Padova.[8]

## Palmarès

### Allenatore
- Campionati italiani: 4
Petrarca: 1969-70, 1970-71, 1971-72, 1972-73